# آل خيران (حبيل جبر)

تعديل مصدري - تعديل

ال خيران هي إحدى قرى عزلة حبيل جبر بمديرية حبيل جبر التابعة لمحافظة لحج، بلغ تعداد سكانها 486 نسمة حسب تعداد اليمن لعام 2004.